# Fawad Khan
Fawad Afzal Khan (Karachi, 29 de noviembre de 1981) es un actor, modelo y cantante paquistaní que ha actuado en películas paquistaníes e hindi y en dramas televisivos de Pakistán. Es uno de los actores mejor pagados de la industria cinematográfica paquistaní y ha recibido un premio Filmfare, tres premios Lux Style y seis premios Hum.

## Carrera

### Primeros años
El padre de Khan nació en Patiala, India y se mudó a Pakistán a una edad temprana después de la división de 1947. Su madre es originaria de Lucknow, India. Khan nació en Karachi el 29 de noviembre de 1981. Su familia más tarde se mudó a la ciudad de Lahore en Punjab, Pakistán. Cuando era joven, el padre de Khan vendía productos farmacéuticos, lo que requería que la familia viviera en el extranjero, por lo que tuvieron que viajar a Atenas, Dubái, Riad y luego a Mánchester durante la Guerra del Golfo. La familia regresó a Lahore cuando él tenía 13 años.

### Actuación
Khan hizo su debut cinematográfico con un papel secundario en el drama social de Shoaib Mansoor Khuda Kay Liye (2007). Empezó a ganar cierta popularidad con papeles principales en las series de televisión Dastaan (2010), Humsafar (2011) y Zindagi Gulzar Hai (2012). Hizo su debut en el cine de Bollywood interpretando a un príncipe en la comedia romántica de Shashanka Ghosh Khoobsurat (2014). Su actuación en la cinta le valió un premio Filmfare al mejor debut masculino. Obtuvo el elogio de la crítica por su interpretación de un homosexual en el drama familiar hindú de Shakun Batra, Kapoor & Sons (2016), que se convirtió en un importante éxito comercial y crítico a nivel nacional e internacional. 
En enero de 2016, Khan realizó una aparición estelar en la película Ho Mann Jahaan de Asim Raza. Su próximo proyecto será un papel en la película de  Bilal Lashari Maula Jatt 2, un remake de la película del mismo nombre estrenada en 1979, donde interpretará a Maula Jatt, previamente encarnado por Sultan Rahi. Para este papel, Khan tuvo que transformar su cuerpo y ganar algo de peso. Se espera que la película se estrene a finales de 2017. También interpretará al cantante de pop Alamgir en la película de Sultan Ghani Albela Rahi.
En 2022 apareció como Hasan, el esposo de Aisha y el bisabuelo de Kamala Khan, en la serie de televisión estadounidense de Disney+ 'Ms. Marvel' del Universo cinematográfico de Marvel

### Música
Khan comenzó su carrera musical como miembro del grupo Entity Paradigm, una banda de rock alternativo con sede en Lahore, Pakistán. Cantó en el álbum debut de la banda, Irtiqa de 2003. La agrupación realizó una versión de la canción "Bolo Bolo" de Sajjad Ali en la tercera temporada del programa Coke Studio en 2010. Ese mismo año fue publicada la canción "Shor Macha". El diario Dawn la listó entre las canciones más populares de Pakistán ese año. En el vídeoclip de la canción, dirigido por Bilal Lashari, se puede ver a Khan. Afirmó que como músico realizó aproximadamente 250 presentaciones en vivo. Khan salió de la agrupación en 2012 para enfocarse en su carrera como actor.

## Vida personal

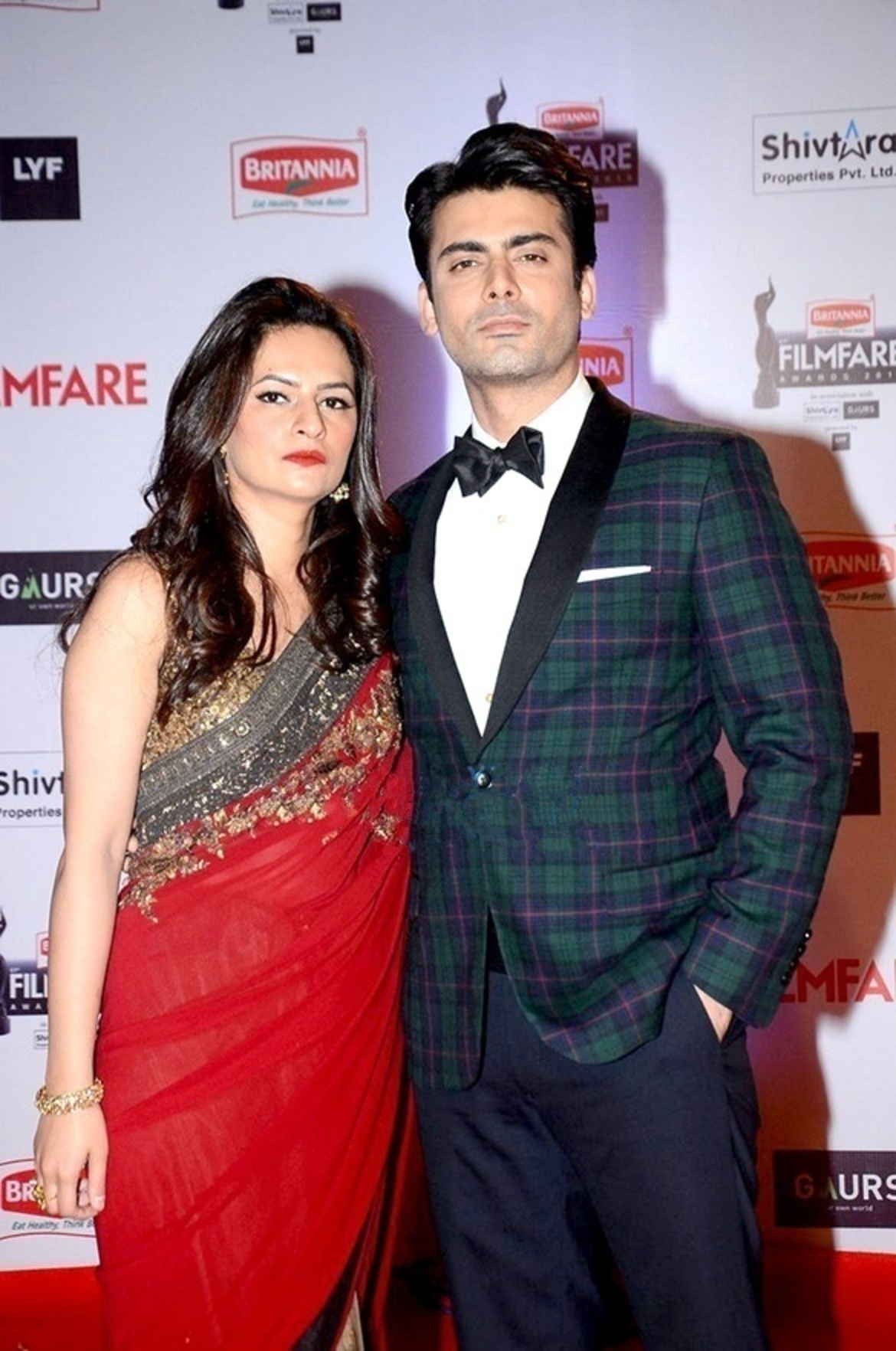
Fawad con su esposa Sadaf en 2016.

Conoció a su futura esposa Sadaf Khan en 1998 a la edad de 16 años. La pareja se casó después de un noviazgo de siete años después de siete años. Tienen un hijo llamado Aayaan y una hija llamada Elayna. Khan, en colaboración con su esposa, estableció una marca de ropa llamada SILK. La colección debut de la marca se lanzó en agosto de 2012 en la ciudad de Lahore. El actor desarrolló diabetes mellitus tipo 1 a la edad de 17 años luego de sufrir un accidente que deterioró su páncreas.

## Discografía
| Año  | Canción                   | Notas                      |
| ---- | ------------------------- | -------------------------- |
| 2003 | "Fitrat"                  | Del álbum Irtiqa           |
| 2003 | "Barzakh"                 | Del álbum Irtiqa           |
| 2003 | "Kahan Hai Tu"            | Del álbum Irtiqa           |
| 2003 | "Hamein Aazma"            | Del álbum Irtiqa           |
| 2003 | "Agosh"                   | Del álbum Irtiqa           |
| 2004 | "Waqt"                    | Del álbum Irtiqa           |
| 2004 | "Hamesha"                 | Del álbum Irtiqa           |
| 2010 | Shor Macha                | Sencillo (Entity Paradigm) |
| 2010 | "Bolo Bolo"               | Original de Sajjad Ali     |
| 2017 | "Do Pal Ka Yeh Jewan Hai" | Promo                      |